# Kivijärvi-Pikku Kivijärvi
Kivijärvi-Pikku Kivijärvi este o arie protejată (arie specială de conservare — SAC, sit de importanță comunitară — SCI, arie de protecție specială avifaunistică — SPA) din Finlanda întinsă pe o suprafață de 135 ha, integral pe uscat.

## Localizare
Centrul sitului Kivijärvi-Pikku Kivijärvi este situat la coordonatele 67°26′49″N 24°27′52″E / 67.4469°N 24.4644°E.

## Înființare
Situl Kivijärvi-Pikku Kivijärvi a fost declarat sit de importanță comunitară în august 1998 pentru a proteja 13 specii de animale. Alte tipuri de protecție:
- arie de protecție specială avifaunistică (în august 1998)[2]
- arie specială de conservare (în aprilie 2015)[1][3][4]

## Biodiversitate
Situată în ecoregiunea boreală, aria protejată conține 4 habitate naturale: Lacuri și iazuri distrofice naturale, Mlaștini turboase de tranziție și turbării mișcătoare, Turbării Aapa, Mlaștini împădurite.
La baza desemnării sitului se află mai multe specii protejate de  păsări (13): rață sulițar (Anas acuta), bătăuș (Calidris pugnax), gușă vânătă (Cyanecula svecica), lebădă de iarnă (Cygnus cygnus), cufundar polar (Gavia arctica), cocor (Grus grus), Hydrocoloeus minutus, rață neagră (Melanitta nigra), Mergellus albellus, notatița cu ciocul subțire (Phalaropus lobatus), Sterna paradisaea, fluierar negru (Tringa erythropus), fluierar de mlaștină (Tringa glareola).
Pe lângă speciile protejate, pe teritoriul sitului au mai fost identificate 6 specii de păsări.